# Snapbacks liga 2024
Snapbacks liga 2024 byla 31. ročníkem nejvyšší ligy amerického fotbalu v Česku. Základní část začala 23. března 2024 a skončila 16. června 2024. Finálový zápas s názvem Tipsport Czech Bowl XXXI se 13. července 2024 poprvé v historii české ligy odehrál na Slovensku, na stadionu Pod Zoborom v Nitře.

## Týmy
Soutěže se zúčastnilo 8 týmů, které byly rozděleny do 2 skupin (Sever a Jih). Každý tým odehrál v základní části 10 zápasů  (po 2 zápasech s každým týmem ze své skupiny a 1 zápas proti každému týmu z druhé skupiny).
Oproti předchozím ročníkům došlo ke změně systému postupu do semifinále. Nově měli postup garantován pouze vítězové obou skupin, které doplnily 2 další týmy s nejlepší bilancí zápasů. Bylo tedy možné, aby z jedné skupiny postoupily 3 týmy, zatímco z druhé pouze vítěz , k čemuž ale nakonec nedošlo.
| Skupina Sever         | Skupina Jih                      |
| --------------------- | -------------------------------- |
| Vysočina Gladiators   | Nitra Knights                    |
| ISMM Ostrava Steelers | ST. NICOLAUS Bratislava Monarchs |
| Ústí nad Labem Blades | Znojmo Knights                   |
| Pardubice Stallions   | Přerov Mammoths                  |

Poprvé od sezony 2019 se do nejvyšší ligy vrátil tým Pardubice Stallions, který nahradil Brno Alligators.

## Základní část

### Tabulka[3]

#### Skupina Sever
| Tým                   | Z  | V | P | Skóre   | Poměr |
| --------------------- | -- | - | - | ------- | ----- |
| Vysočina Gladiators   | 9  | 8 | 1 | 353:108 | .889  |
| ISMM Ostrava Steelers | 10 | 6 | 4 | 279:240 | .600  |
| Ústí nad Labem Blades | 9  | 2 | 7 | 125:260 | .222  |
| Pardubice Stallions   | 10 | 2 | 8 | 156:335 | .200  |

#### Skupina Jih
| Tým                              | Z  | V | P | Skóre   | Poměr |
| -------------------------------- | -- | - | - | ------- | ----- |
| Nitra Knights                    | 10 | 8 | 2 | 282:175 | .800  |
| Znojmo Knights                   | 10 | 6 | 4 | 271:200 | .600  |
| ST. NICOLAUS Bratislava Monarchs | 10 | 4 | 6 | 228:234 | .400  |
| Přerov Mammoths                  | 10 | 3 | 7 | 114:256 | .300  |

### Výsledky
| ↓Domácí / Hosté→ | GLA   | STE   | NIT   | KNI   | MON   | BLD   | MMT   | STA   |
| ---------------- | ----- | ----- | ----- | ----- | ----- | ----- | ----- | ----- |
| Gladiators       | –     | 45–10 |       | 55–16 | 42–0  | 49–7  |       | 66–16 |
| Steelers         | 27–21 | –     |       | 38–41 | 45–28 | 20–0  |       | 49–14 |
| Nitra Knights    | 6–35  | 35–3  | –     | 27–13 | 20–3  |       | 33–7  |       |
| Znojmo Knights   |       |       | 19–16 | –     | 30–13 | 47–0  | 34–0  | 50–8  |
| Monarchs         |       |       | 31–34 | 31–27 | –     | 42–12 | 12–13 | 33–18 |
| Blades           |       | 35–24 | 35–42 |       |       | –     | 14–32 | 0–15  |
| Mammoths         | 12–30 | 15–28 | 7–28  | 16–13 | 0–37  |       | –     |       |
| Stallions        | 14–43 | 6–35  | 22–47 |       |       | 14–22 | 29–12 | –     |

Barvy: modrá = výhra domácích, červená = výhra hostů
Zdroj: 

## Play-off

### Pavouk
|  | Semifinále 30. června 2024 | Semifinále 30. června 2024 | Semifinále 30. června 2024 |  |  | Finále 13. července 2024 | Finále 13. července 2024 | Finále 13. července 2024 |
|  |                            |                            |                            |  |  |                          |                          |                          |
|  | S1                         | Vysočina Gladiators        | 21                         |  |  |                          |                          |                          |
|  | J2                         | Znojmo Knights             | 22                         |  |  |                          |                          |                          |
|  |                            |                            |                            |  |  |                          | Nitra Knights            | 35                       |
|  |                            |                            |                            |  |  |                          | Znojmo Knights           | 28                       |
|  | J1                         | Nitra Knights              | 21                         |  |  |                          |                          |                          |
|  | S2                         | ISMM Ostrava Steelers      | 19                         |  |  |                          |                          |                          |

### Semifinále
| 30. června 2024 16:00 |                                |                |                                                            |
| Vysočina Gladiators   | 21 – 22                        | Znojmo Knights | Na Stoupách, Jihlava diváci: 545 rozhodčí: Filip Pachulski |
|                       | (0:7, 3:0, 0:7, 18:8) (Report) |                | Na Stoupách, Jihlava diváci: 545 rozhodčí: Filip Pachulski |

| 30. června 2024 19:00 |                               |                       |                                                                  |
| Nitra Knights         | 21 – 19                       | ISMM Ostrava Steelers | Štadión pod Zoborom, Nitra diváci: 916 rozhodčí: Václav Kriesman |
|                       | (7:6, 7:0, 7:7, 0:6) (Report) |                       | Štadión pod Zoborom, Nitra diváci: 916 rozhodčí: Václav Kriesman |

### Finále – Tipsport Czech Bowl XXXI
| 13. července 2024 18:00 |                                     |                |                                                                |
| Nitra Knights           | 35 – 28 OT                          | Znojmo Knights | Štadión pod Zoborom, Nitra diváci: 2458 rozhodčí: Tomáš Frehar |
|                         | (7:0, 7:7, 7:7, 7:14, 7:0) (Report) |                | Štadión pod Zoborom, Nitra diváci: 2458 rozhodčí: Tomáš Frehar |